# Hochschule für Musik und Theater München
La Hochschule für Musik und Theater München (in italiano "Università per la musica e il teatro di Monaco") è una delle università di Monaco di Baviera più prestigiose e per accedervi occorre l'abitur (maturità).

## Storia
Venne fondata nel 1846 e inizialmente fu un istituto privato. Grazie alla riforma di Ludovico II di Baviera nel 1867 adottò il nome di Königlich-Bayerische Musikschule. Nel corso dei tempi cambiò il suo nome innumerevoli volte.

## Rettori
Fra i vari rettori o direttori a vario titolo:
- Franz Hauser (1846–1864)
- Hans von Bülow (1867–1869)
- Karl von Perfall (1874–1892)
- Josef Rheinberger e Franz Wüllner (1874–1892)
- Karl von Perfall (1892–1901)
- Bernhard Stavenhagen (1901–1904)
- Felix Mottl (1904–1911)
- Hans Bußmeyer (1911–1919)
- Berthold Kellermann (1919–1920)
- Siegmund von Hausegger (1920–1934)
- Richard Trunk (1934–1945)
- Joseph Haas (1946–1950)
- Robert Heger (1950–1954)
- Karl Höller (1954–1972)
- Fritz Schieri (1972–1981)
- Diethard Hellmann (1981–1988)
- Klaus Schilde ( 1988–1991)
- Cornelius Eberhardt (1991–1995)
- Robert Maximilian Helmschrott (1995–1998)
- Robert Maximilian Helmschrott (1999–2003)
- Siegfried Mauser (2003–)